# SN 2005gp
SN 2005gp – supernowa typu Ia odkryta 14 września 2005 roku w galaktyce A034159-0046. W momencie odkrycia miała maksymalną jasność 22,50m.